# Campeonato Europeo de Esgrima de 1991
El IV Campeonato Europeo de Esgrima se realizó en Viena (Austria) en 1991 bajo la organización de la Confederación Europea de Esgrima (CEE) y la Federación Austriaca de Esgrima.

## Medallistas

### Masculino
| Evento              | Oro                                                                         | Plata                       | Bronce                                                                       |
| ------------------- | --------------------------------------------------------------------------- | --------------------------- | ---------------------------------------------------------------------------- |
| Florete individual  | István Busa · Hungría                                                       | Michael Ludwig · Austria    | Zsolt Érsek · Hungría · Bogusław Zych · Polonia                              |
| Florete por equipos | István Busa · Zsolt Érsek · Zsolt Németh · Csaba Kun · Hungría              | Francia                     | Bogusław Zych · Adam Krzesiński · Leszek Bandach · Wojciech Ryczek · Polonia |
| Espada individual   | Iván Kovács · Hungría                                                       | Jean-Marc Muratorio Francia | Jiří Douba · Checoslovaquia · Arno Strohmeyer · Austria                      |
| Espada por equipos  | Günter Jauch · André Kühnemund · Patrick Draenert · Ingo Grausam · Alemania | Arno Strohmeyer · Austria   | Jiří Douba Checoslovaquia                                                    |
| Sable individual    | Bence Szabó · Hungría                                                       | Péter Abay · Hungría        | Zisis Babanasis · Grecia · György Nébald · Hungría                           |
| Sable por equipos   | Bence Szabó · Péter Abay · György Nébald · Imre Bujdosó · Hungría           | Francia                     | · Austria                                                                    |

### Femenino
| Evento              | Oro                                                                            | Plata                     | Bronce                                                                       |
| ------------------- | ------------------------------------------------------------------------------ | ------------------------- | ---------------------------------------------------------------------------- |
| Florete individual  | Zsuzsanna Jánosi · Hungría                                                     | Ildikó Pusztai · Hungría  | Lucia Traversa · Italia · Monika Weber · Alemania                            |
| Florete por equipos | Zsuzsanna Jánosi · Ildikó Pusztai · Ildikó Mincza · Gertrúd Stefanek · Hungría | Bulgaria                  | Francia                                                                      |
| Espada individual   | Mariann Horváth · Hungría                                                      | Zsuzsanna Szőcs · Hungría | Pernette Osinga · Países Bajos · Gyöngyi Szalay · Hungría                    |
| Espada por equipos  | Mariann Horváth · Zsuzsanna Szőcs · Gyöngyi Szalay · Marina Várkonyi · Hungría | · Austria                 | Anna Rotkiewicz · Iwona Oleszyńska · Agata Stępień · Anita Iwańska · Polonia |

## Medallero
| Núm. | País           | Oro | Plata | Bronce | Total |
| ---- | -------------- | --- | ----- | ------ | ----- |
| 1    | Hungría        | 9   | 3     | 3      | 15    |
| 2    | Alemania       | 1   | 0     | 1      | 2     |
| 3    | Austria        | 0   | 3     | 2      | 5     |
| 4    | Francia        | 0   | 3     | 1      | 4     |
| 5    | Bulgaria       | 0   | 1     | 0      | 1     |
| 6    | Polonia        | 0   | 0     | 3      | 3     |
| 7    | Checoslovaquia | 0   | 0     | 2      | 2     |
| 8    | Grecia         | 0   | 0     | 1      | 1     |
| 8    | Italia         | 0   | 0     | 1      | 1     |
| 8    | Países Bajos   | 0   | 0     | 1      | 1     |
|      | TOTAL          | 10  | 10    | 15     | 35    |